# 김동휘 (축구 선수)
김동휘(한국 한자: 金東輝, 1989년 12월 23일 ~ )는 대한민국의 축구 선수이며, 포지션은 센터백이다.